# Shane Eagle
Shane Eagle, pseudonimo di Shane Patrick Hughes (Johannesburg, 7 giugno 1996), è un rapper sudafricano.

## Biografia
Nato da madre sudafricana e da padre irlandese a Johannesburg, ha intrapreso la carriera musicale nel 2015, divenendo l'anno seguente uno degli artisti di apertura del concerto di J. Cole tenutosi al Ticketpro Dome.
Nel 2017 è stato messo in commercio il primo album in studio Yellow, che ha trionfato al South African Music Award, il principale riconoscimento musicale nazionale, nella categoria di miglior album hip hop. La traccia Let It Flow, inclusa nel disco, ha riscosso successo, ottenendo la certificazione d'oro dalla Recording Industry of South Africa con oltre 10 000 unità vendute. L'album è stato inoltre supportato da una tournée con date in diverse città sudafricane. Anche l'EP Never Grow Up, pubblicato nel 2018, ha ottenuto la certificazione d'oro dalla RiSA.

## Discografia

### Album in studio
- 2017 – Yellow
- 2022 – Green
- 2023 – Akira

### Album video
- 2020 – Xenergy: The Final Saga

### EP
- 2018 – Never Grow Up

### Mixtape
- 2019 – Dark Moon Flower

### Singoli
- 2015 – Way Up
- 2016 – I'm Back
- 2016 – Cutting Corners
- 2016 – Top Floor (con BigStar Johnson)
- 2017 – Mary Mary
- 2017 – Julia
- 2017 – Black Rick
- 2018 – Gustavo!
- 2018 – The Moon!
- 2019 – Ap3x (con Bas)
- 2020 – Racks Talk
- 2021 – Ammo (con YoungstaCPT)
- 2021 – Skydream (con Monte Booker feat. Redveil)
- 2021 – Sun/Baby Blue 4's
- 2022 – Numerology
- 2023 – Hold You
- 2023 – Shiru's Interlude
- 2023 – Are You Alright? (con Cruel Santino)